# 南川高志
南川 高志（みなみかわ たかし、1955年5月13日 - ）は、日本の歴史学者。学位は、博士（文学）（論文博士・1997年）（学位論文「ローマ皇帝とその時代-元首政期ローマ帝国政治史の研究」）。京都大学名誉教授。佛教大学歴史学部特任教授。専門は西洋史（古代ローマ）。

## 来歴
三重県生まれ。1979年京都大学文学部西洋史卒業、1984年同大学院博士後期課程研究指導認定退学、1984年京都大学文学部助手、1997年「ローマ皇帝とその時代-元首政期ローマ帝国政治史の研究」で博士（文学）の学位を取得。大阪外国語大学助教授、1995年京都大学文学部教授、1996年京都大学文学研究科教授。2021年3月定年退職。2021年4月より佛教大学歴史学部特任教授。

## 著書
- 『ローマ皇帝とその時代 元首政期ローマ帝国政治史の研究』（創文社） 1995
- 『ローマ五賢帝「輝ける世紀」の虚像と実像』（講談社現代新書） 1998／講談社学術文庫 2014 ISBN 4062922150
- 『海のかなたのローマ帝国 古代ローマとブリテン島』（岩波書店、世界歴史選書） 2003、増補版 2015 ISBN 4000268600
- 『新・ローマ帝国衰亡史』（岩波新書） 2013 ISBN 4004314267
- 『ユリアヌス 逸脱のローマ皇帝』（山川出版社、世界史リブレット人） 2015
- 『マルクス・アウレリウス 『自省録』のローマ帝国』（岩波新書） 2022

### 共編著
- 『大学で学ぶ西洋史 古代・中世』（服部良久, 山辺規子共著、ミネルヴァ書房） 2006 ISBN 4623045927
- 『知と学びのヨーロッパ史 人文学・人文主義の歴史的展開』（ミネルヴァ書房） 2007 ISBN 4623048470
- 『人文学への接近法 西洋史を学ぶ』（服部良久, 小山哲, 金澤周作共編、京都大学学術出版会） 2010 ISBN 4876989486
- 『歴史の転換期1 B.C.220年 - 帝国と世界史の誕生』（山川出版社） 2018
- 『歴史の転換期2 378年 - 失われた古代帝国の秩序』（山川出版社） 2018
- 『生き方と感情の歴史学　古代ギリシア・ローマ世界の深層を求めて』（井上文則共編、山川出版社） 2021
- 『ローマ帝国と西アジア　岩波講座世界歴史03』（大黒俊二, 林佳世子責任編集、岩波書店） 2021

## 翻訳
- 『ローマ皇帝群像 1・2』[2]（アエリウス・スパルティアヌス他、京都大学学術出版会、西洋古典叢書） 2004
- 『古代のイギリス』（ピーター・サルウェイ、岩波書店、1冊でわかるシリーズ） 2005 ISBN 4000268856